# William Belsham
William Belsham (Bedford, 1752 – Hammersmith, 17 novembre 1827) è stato un politico e storico inglese, grande sostenitore del partito Whig, giustificò la Rivoluzione americana in nome della libertà politica.

## Biografia
Quartogenito del Reverendo James Belsham, ministro nonconformista, e di sua moglie Annie Woodward, suo fratello maggiore, Thomas Belsham sarebbe diventato un importante rappresentante dell'Unitarianismo.

Interessato alla politica, fu un acerrimo avversario del governo di coalizione di governo tra Charles James Fox e Frederick North nel 1783, si dimostrò invece un grande ammiratore di William Petty, II conte di Shelburne e di William Pitt, almeno fino alla sua opposizione alla abrogazione del Test Act nel 1788. Divenne noto come scrittore politico nel 1789 pubblicando in forma anonima i suoi Essays, Philosophical, Historical and Literary, ricevendo particolare apprezzamento da James Boswell. Pur spaziando dalla critica teatrale alla filosofia (in particolare contro la critica della metafisica da parte di Vicesimus Knox), gran parte di questi saggi riflettevano le convinzioni religiose dell'autore. In particolare si faceva preciso riferimento all'abrogazione del Test Act, che imponeva diverse interdizioni sia ai cattolici che ai nonconformisti.

Nel 1791 Belhsam pubblicò una seconda serie di saggi, che comprendeva un forte attacco contro Edmund Burke e il suo Riflessioni sulla Rivoluzione in Francia,  dimostrandosi invece un forte sostenitore della Rivoluzione Francese. Dimostrandosi un autore molto prolifico, nel 1792 pubblicò il saggio Examination of an Appeal from the New to the Old Whigs, nel quale sosteneva che il movimento politico Society for Constitutional Information, guidato dal riformatore John Cartwright, nel promuovere il pensiero politico di Thomas Paine, non ne aveva compreso pienamente tutte le implicazioni. Nel suo saggio dal titolo Remarks on the Nature and Necessity of a Parliamentary Reform del 1793, criticava gli estremismi sia di Paine che di Burke, promuovendo l'azione mediatrice della associazione di matrice Whig Society of the Friends of the People (della quale era membro), come più moderata per la riforma parlamentare.

Trascorse gran parte del resto della sua esistenza e spese gran parte delle sue fatiche intellettuali per scrivere una storia della Gran Bretagna dal titolo A History of Great Britainfrom 1688 to 1820 a cui si dedicò dal 1805 al 1824, una storia prettamente politica nella quale si dimostrò un feroce critico del regno di re Giorgio III e considerò la Rivoluzione americana come una giusta reazione ad una politica inglese scellerata.